# 2024年哥伦比亚大学校园占领行动
2024年4月，美国哥伦比亚大学的亲巴勒斯坦学生在校园内进行占领抗议，响应美国境内持续出现的反以色列抗议浪潮。抗议活动于2024年4月17日启动，亲巴勒斯坦学生动用50余张帐篷，在校园内搭建“加沙团结营地”，要求校方从以色列撤资。然而营地只维持了一天，第二天哥大校长夏菲克就授权纽约市警察局入校清场，并逮捕大量学生。清场行动第二天，新的营地出现。其后学生代表与哥大校方就撤资事宜谈判未果，继而占领了汉密尔顿大楼，校方与警方强行干预。此次行动是1968年哥倫比亞大學學生抗議運動之后，哥大第二次允许警方进入校园镇压抗议活动。
这次占领行动由学生组织联盟哥伦比亚大学种族隔离撤资（Columbia University Apartheid Divest）主办，该联盟有120多个成员组织。此外，自2023年10月以色列—哈馬斯戰爭爆发以来多次在纽约参加亲巴勒斯坦抗议活动的正义巴勒斯坦学生组织和猶太和平之聲也参与了行动。纽约地方组织有生之年在校园外围组织抗议活动，声援学生扎营行动，继而与纽约警方爆发冲突。另有规模较小的亲以色列反抗议人士在校外抗议。
受学生抗议行动影响，哥伦比亚大学宣布学期余下课程转为混合学习模式，以网络教学为主。哥大的抗议活动也蔓延到了全美各地的大学。哥大抗议期间，有多起反犹太事件出现，组织方表示这些事件是由校外闹事者引发的。犹太示威者表示抗议行动并没有反犹太色彩。

## 背景

### 以哈战争期间哥伦比亚大学的抗议活动

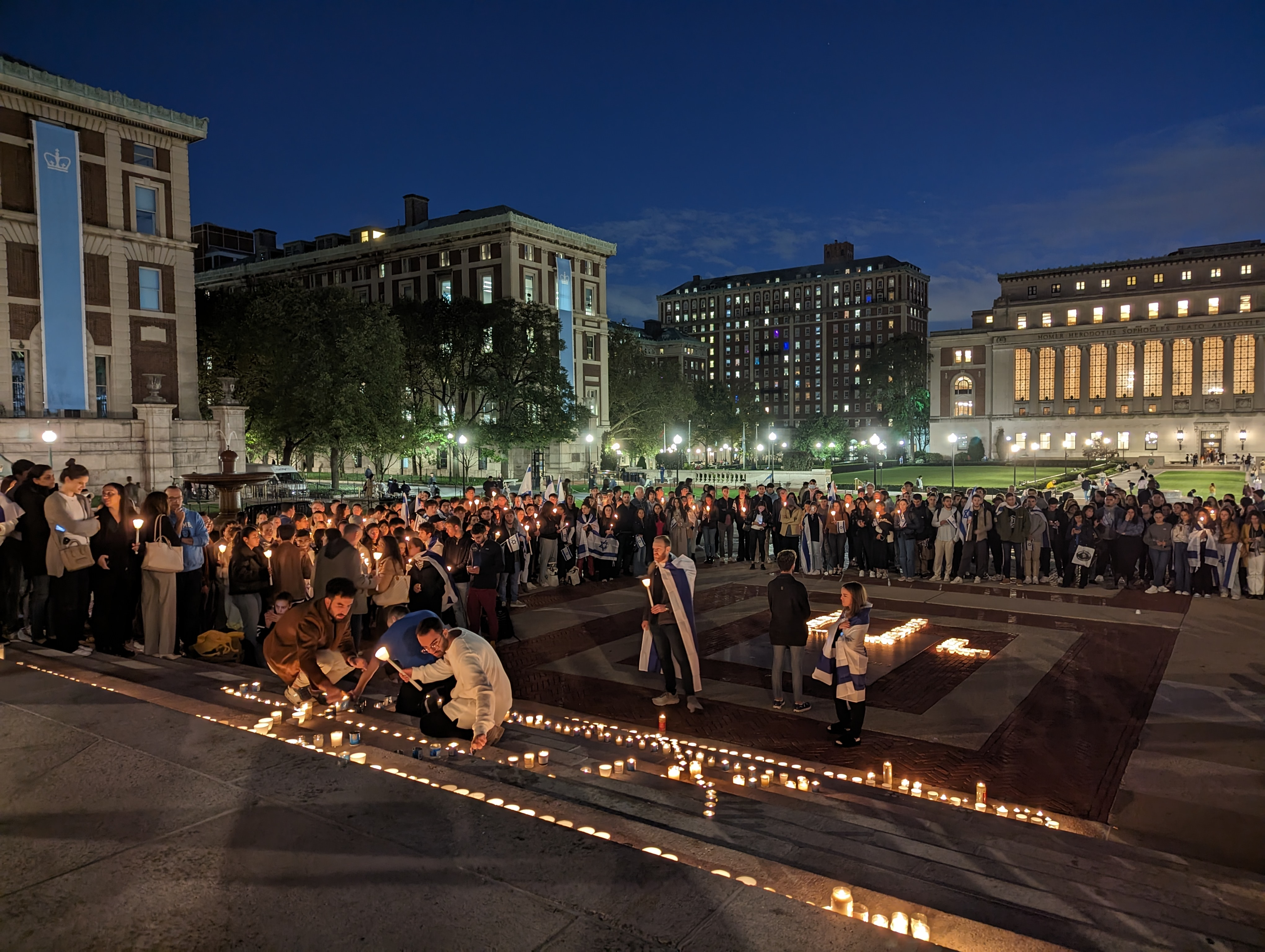
2023年10月，哥大学生为以色列举行守夜活动

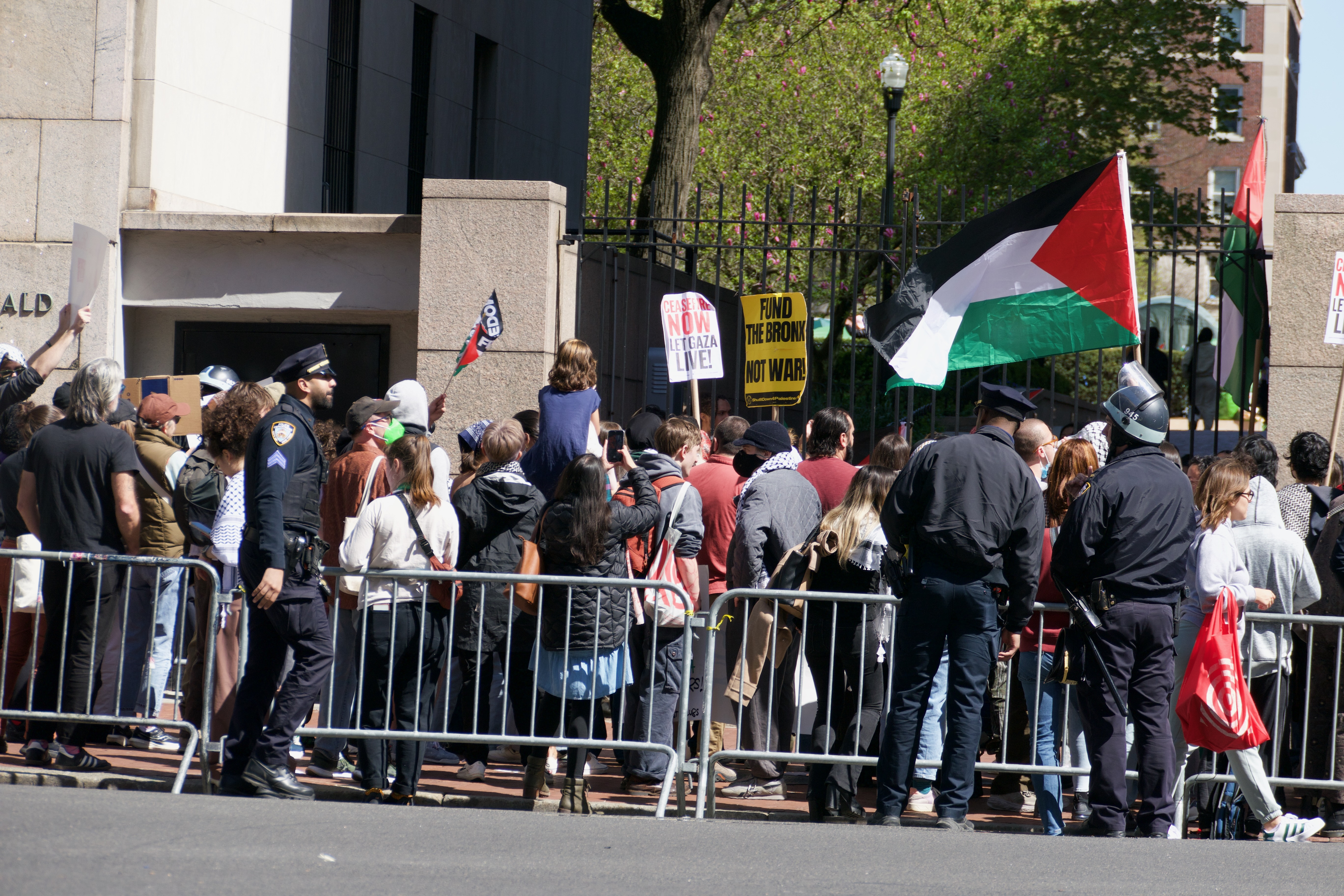
2024年4月，在哥大校外示威的亲巴勒斯坦示威者

自2023年10月以色列—哈馬斯戰爭爆发以来，哥伦比亚大学的亲巴勒斯坦和亲以色列学生均举行示威行动。2023年10月12日，因亲巴勒斯坦和亲以色列学生在示威过程中爆发冲突，哥大关闭了校园。同年11月，哥大校方以未经批准组织学生罢课为由，禁止正义巴勒斯坦学生组织及犹太和平之声继续活动；该决定让教职员与学校管理层之间的矛盾进一步加深，校方该决定是因应一名人士在抗议活动期间高喊歧视犹太人的绰号。同样在11月，前美国国务卿希拉里·克林顿在讲课时称自己反对停火，学生走出教室抗议。
2024年1月，亲巴勒斯坦学生在校园内示威，期间遭遇不明喷雾攻击；学生表示他们中的喷雾名叫臭鼬，奇臭无比，是以色列國防軍通常用来驱散人群的工具；事件造成多人受伤。事件发生后，抗议者在校外举行示威，纽约市警察局宣布从仇恨犯罪方向调查事件。禁止正义巴勒斯坦学生组织及犹太和平之声发布联合调查报告，称肇事者是曾效力于以色列国防军的哥大学生。4月，其中一名在上月被停学的肇事者以John Doe的名义起诉哥大，称他喷的东西是“恶作剧”用的放屁喷雾，是在亞馬遜平台购买的，本身没有毒性，同时称自己在事后被亲巴勒斯坦学生人肉搜尋。2024年3月，学生举行未经批准的“抵抗101”（Resistance 101）活动，校方聘请私人调查公司调查事件，最终对四名组织活动的学生进行停学处理。

### 扎营行动
学生在哥大正门东侧草坪处扎营，营地入口贴有“加沙团结营地社区准则”（Gaza Solidarity Encampment Community Guidelines），包括未经学生批准不准拍照、不准在营地内吸毒饮酒、不准和反示威人士交涉，同时学生只能在下午2点到4点之间接受媒体访问。准则附近还有几块标语，上面写有“教育去军事化”（Demilitarize education）和起义全球化。学生还自行创作口号，以纸条形式传播，上面写有“把孩子送到一所将学生交给警方的学校，您觉得这安全吗？”（Do you feel safe sending your child to a school which gives up its students to the police?）。现场还有充足的自助餐供应。
示威学生要求哥大跟所有和以色列政府有业务往来的商业机构撤资，包括洛克希德·马丁、微软、谷歌和亚马逊公司。

## 时序

### 序幕：4月17日–21日
从2024年4月17日凌晨4点开始，约70名示威者来到东巴特勒草坪（East Butler Lawn），坐在悬挂巴勒斯坦国旗的帐篷里。示威者举着“加沙团结营地”和“解散区”（Liberated Zone）等标语。营地完成搭建没多久，大批警察就出现在学校外面。营地内的活动包括宣讲会和电影放映。到早上10点，哥大校长夏菲克接受美国众议院教育和劳动力委员会质询，这场质询在几个礼拜前已经安排。夏菲克之前曾被要求参加2023年11月进行的国会反犹太主义听证会，她以日程冲突为由拒绝出席。

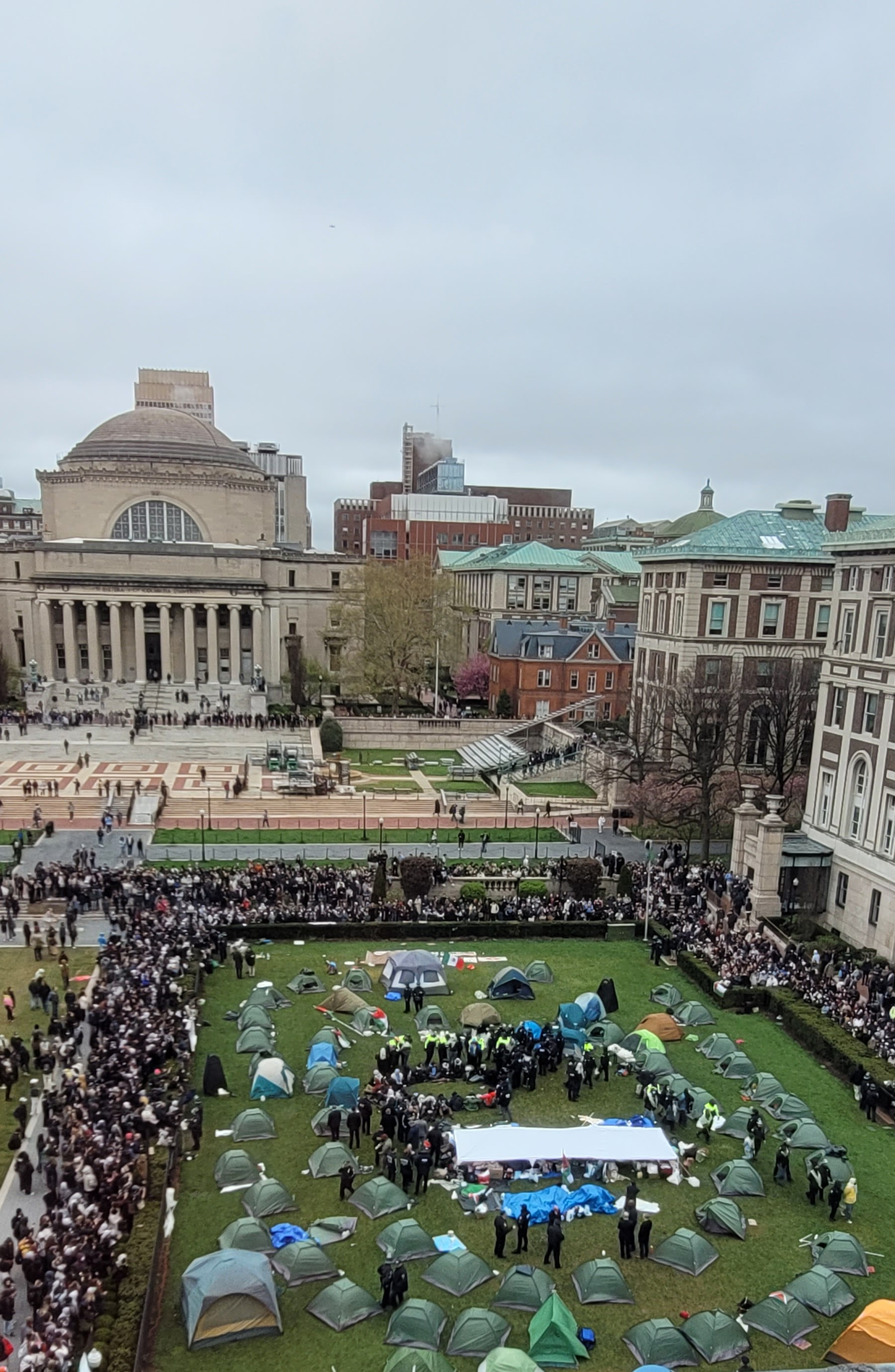
纽约警方逮捕约100名在东草坪扎营的学生，大批示威者及路过学生包围他们

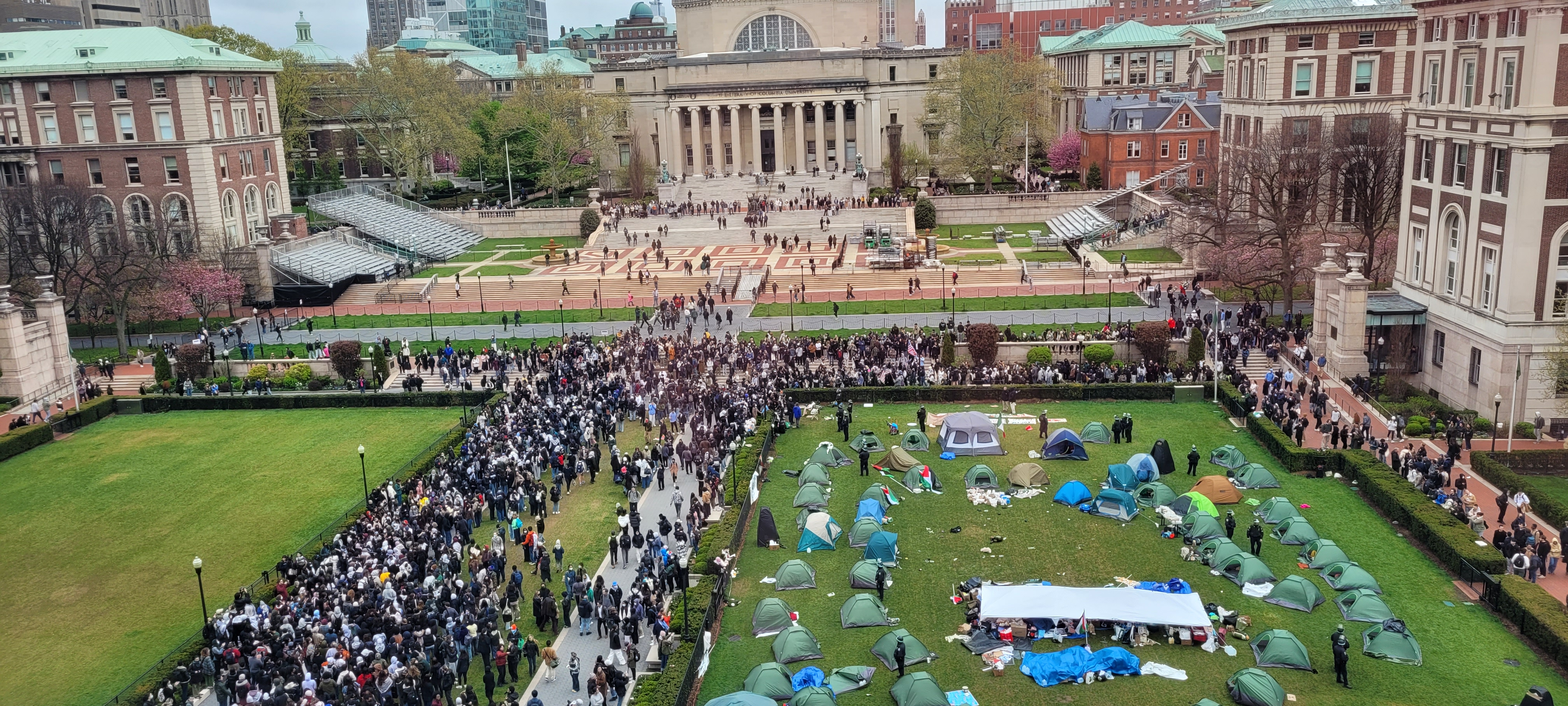
逮捕行动结束后不久，纽约警方清理东草坪的营地

学生扎营第二天，哥大校长夏菲克授权纽约市警察局战略响应小组进入营地逮捕示威者，同时哥大的工作人员开始清理帐篷。哥大种族隔离撤资组织称校方将没收的学生物品扔进附近的一条小巷。有三名学生被停课，包括美国众议员伊尔汗·奥马尔的女儿伊斯拉·希尔西。纽约警察到场后，亲以色列的反示威人士聚集在一起，挥舞美国及以色列国旗，庆祝校方采取行动。与此同时，学校毗邻的第114大街及第十大道出现抗议活动，被警方驱散，以便运载被拘留学生的大巴撤离。

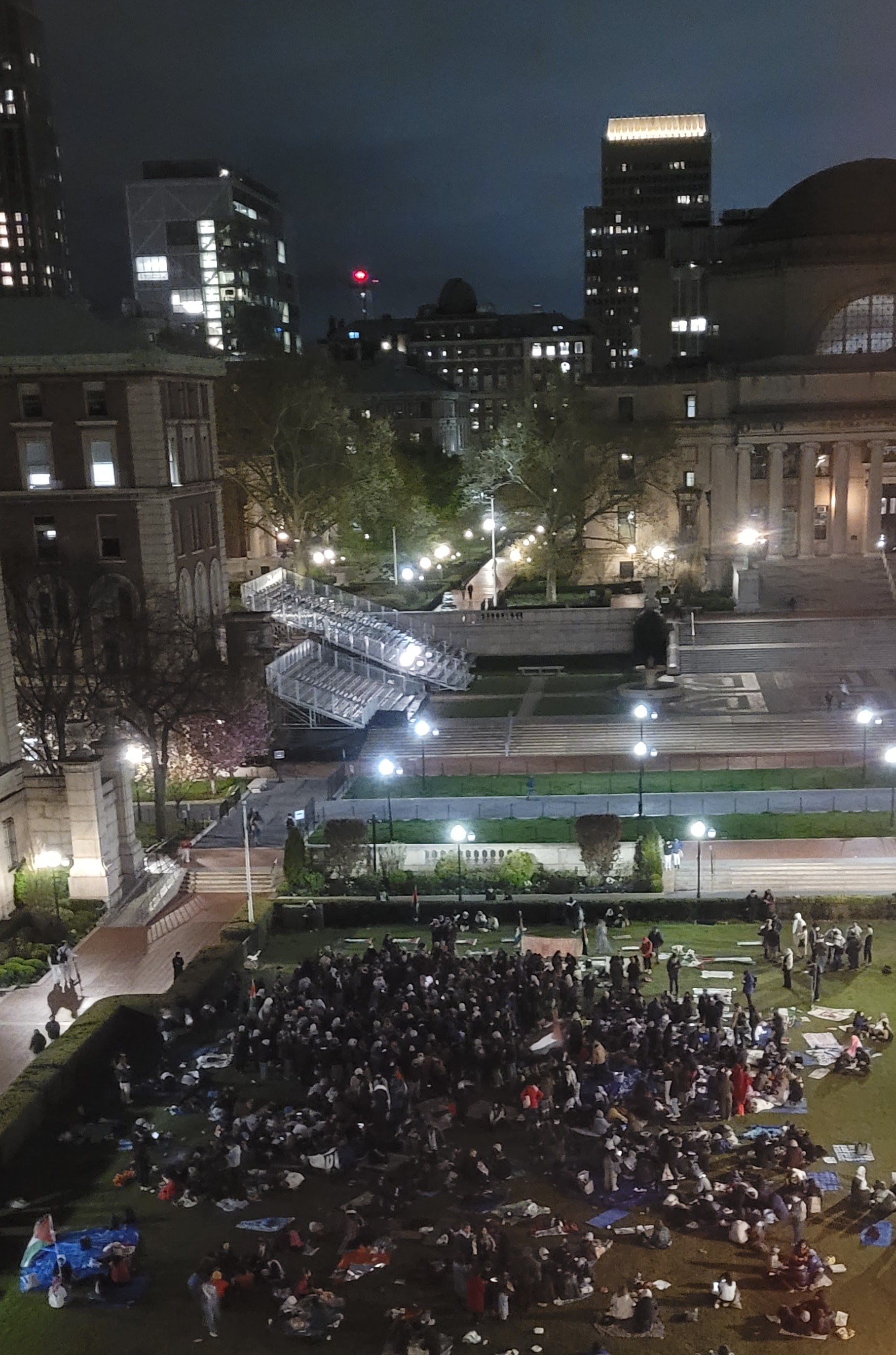
示威学生被逮捕的第二天晚上，亲巴勒斯坦学生聚集在营地对面的西草坪

虽然营地被撤出，示威者很快就转到西草坪悬挂国旗搭帐篷。无党籍总统候选人、知识分子康乃爾·韋斯特到场声援学生。与此同时，哥大校门外的116号大街有聚集示威，期间一名男子被警方逮捕，随后第116大街和百老匯大道的示威者转移到120号大街。被警方逮捕的示威学生在傍晚前获释。

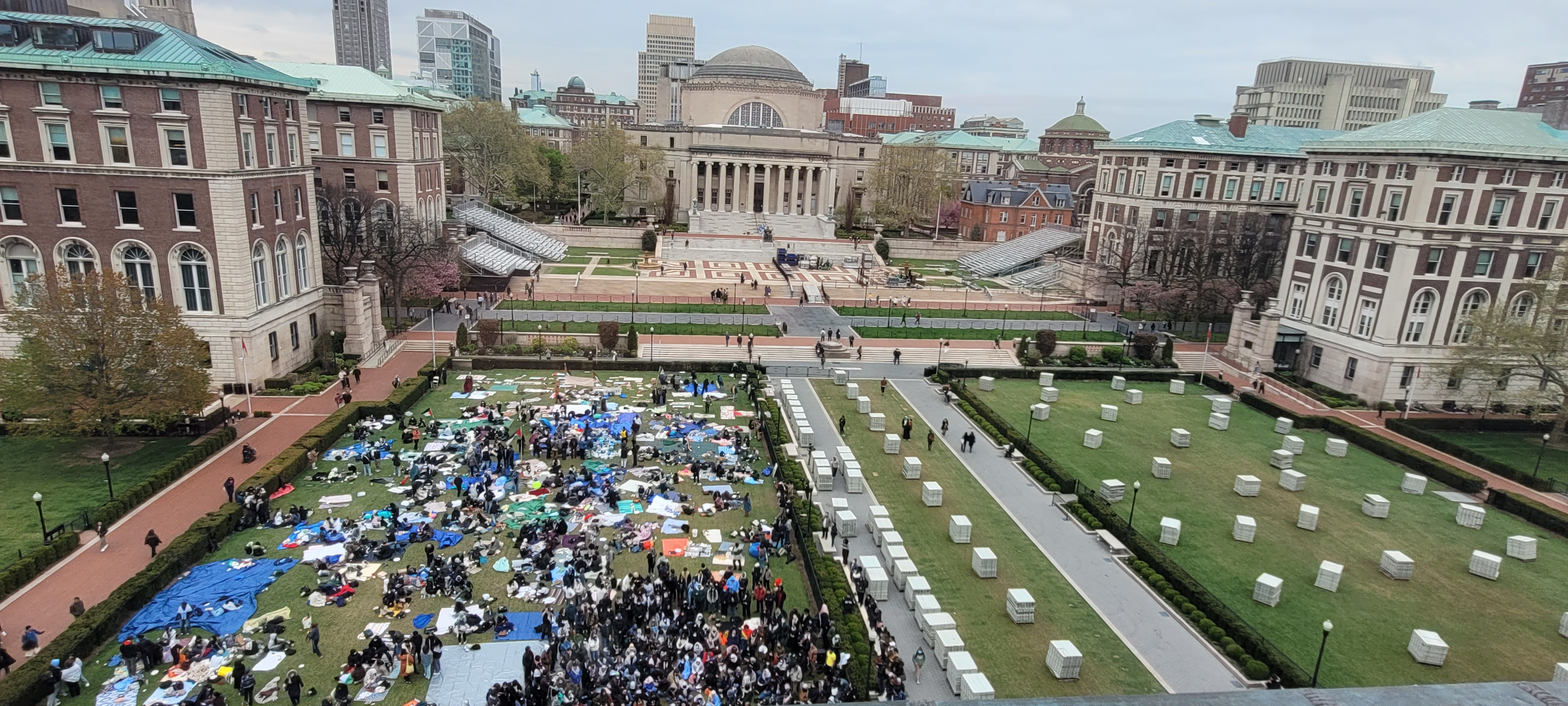
逮捕行动第二天，学生在西草坪静坐，东草坪已经被围蔽，以防学生重新扎营

4月19日，抗议者仍在校内扎营。正义巴勒斯坦学生组织北卡罗来纳大学分部、波士顿大学分部和俄亥俄州立大学分部，以及哈佛大学巴勒斯坦团结委员会（Harvard College Palestine Solidarity Committee）宣布举行集会声援哥大抗议者。反犹太复国主义政治学家、社运人士諾曼·芬克爾斯坦向哥大示威学生讲话。当天中午和晚上，穆斯林主麻日祈祷和犹太歡迎安息日礼拜活动分别举行。4月18日，哥大通知被捕学生无限期停学。
4月20日至21日，也就是周六日，哥大安保部以存在未知风险为由，要求报道抗议活动的哥大学生电台WKCR-FM撤离办公室。电台工作人员称有全天候报道示威行动的责任，拒绝离场。随后电台表示事件纯属误会。示威者还向部分犹太学生发表“反犹言论”，部分学生“担心他们在校园及附近地区的安全”。

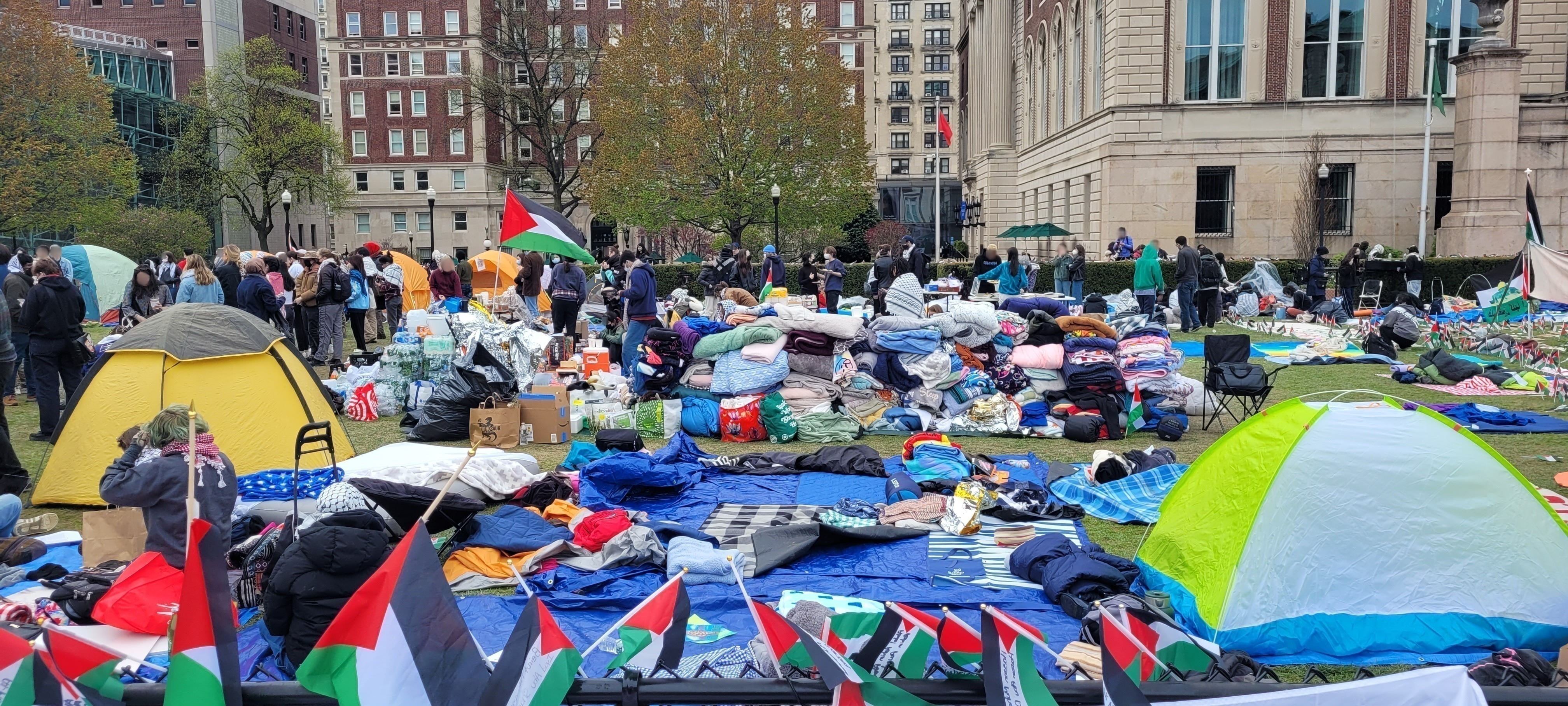
重新扎营后新出现的帐篷

4月21日，哥伦比亚大学东正教联盟犹太人校园学习计划（Orthodox Union Jewish Learning Initiative on Campus）拉比埃利·比奇勒（Elie Buechler）建议犹太学生“尽可能回家，并且待在家里”，称目前校内形势证明“哥大安保部和纽约警方无法保障犹太学生的安全”。有画面显示，在周末抗议活动中，部分示威者对犹太学生说反犹太言论，部分犹太学生觉得自己不太安全。

### 僵持：4月22日–28日

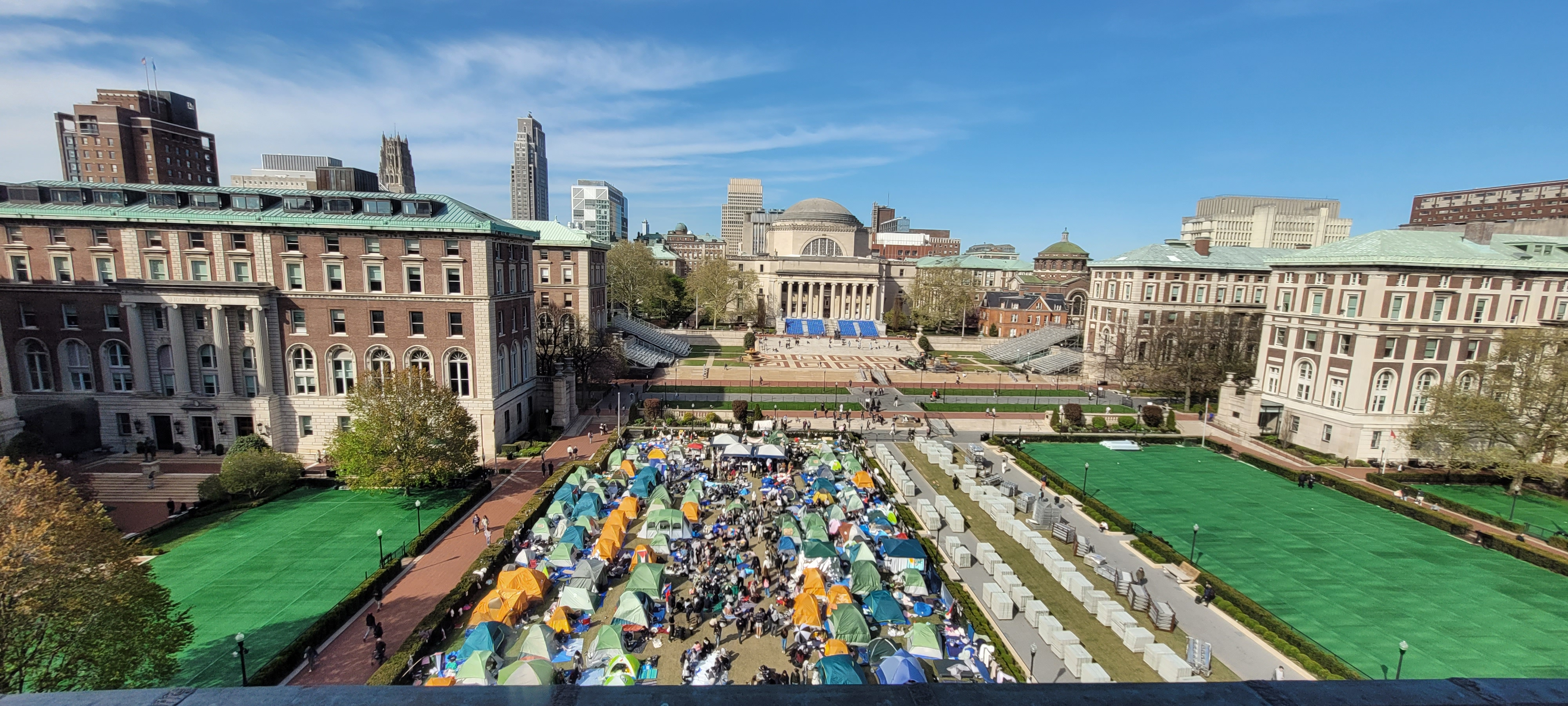
新营地的帐篷增加到60顶，附近有路障将营地与附近的行人道隔开

进入第二周后，数百名哥大教职员宣布罢课，以抗议校方镇压示威行动。受罢课行动影响，4月22日的所有课程暂停，其后宣布学期余下课程改为混合学习。哥大选举委员会（Columbia Elections Board）宣布最初由哥伦比亚大学种族隔离撤资提出的关于从以色列撤资公投已获得大比数通过，表明哥大学生团体大多支持该倡议。当晚，示威学生举行逾越節晚餐，庆祝逾越節的第一个晚上。

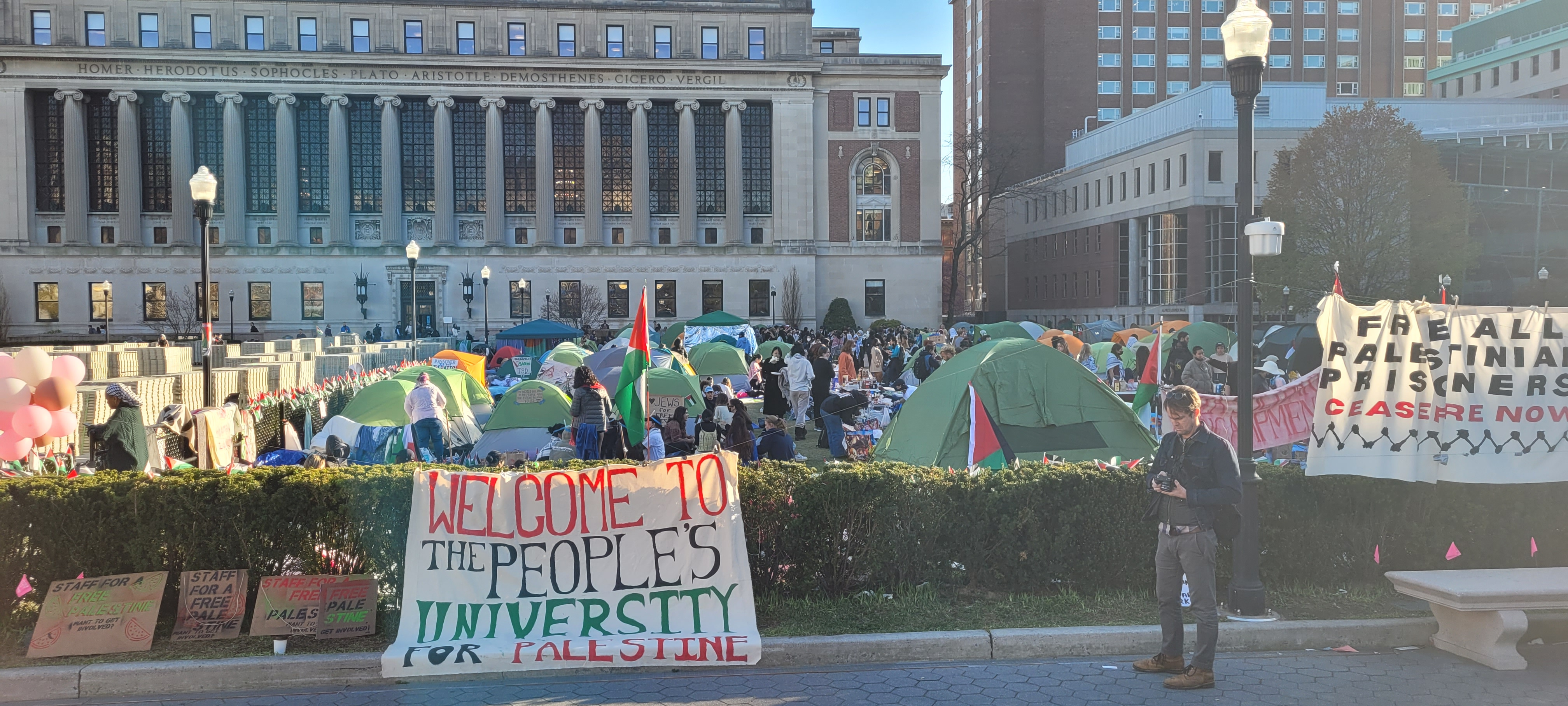
新营地的标语，上面写着“欢迎来到巴勒斯坦人民大学”

4月23日，一名负责组织扎营活动的学生表示，抗议者正通过法律谈判代表与大学进行谈判，细节没有透露。哥大发言人本·张表示，示威组织方在当天凌晨会见了校方人员，共同讨论局势。哥大校长夏菲克向示威学生下达最后通牒，要求学生在午夜的最后时限前撤离校园，否则就接受“清理西草坪并恢复校园平静的替代方案”。亲巴勒斯坦的犹太学生在营地内举行逾越節晚餐。
4月24日午夜后不久，正义巴勒斯坦学生组织宣布暂停谈判，称校方扬言用动用纽约陆军国民警卫队清场。学生组织表示，除非哥大撤销这个威胁，否则不会恢复谈判。然而，校方表示谈判取得“重要进展”，夏菲克提出的死线延长到48小时，学生同意减少帐篷数目，并保证跟哥大没有联系的示威者离开校园。有抗议者拆除并移动了一些帐篷。与此同时，纽约警方驱散了校外100多名示威者。
4月24日下午，美國眾議院議長邁克·約翰遜在勞紀念圖書館外发表讲话，谴责示威者，同时呼吁哥大校长夏菲克引咎辞职。在场人士向他发出嘘声。在讲话中，迈克援引了一个未经证实的说法，称10月7日袭击期间，有婴儿被放进烤箱煮熟。迈克也呼吁总统乔·拜登出动国民警卫队驱散示威。针对出动国民警卫队的提议，白宫新闻秘书卡琳·珍-皮埃爾表示出不出兵都由纽约州州长决定，总统不干涉。
4月25日，巴勒斯坦法律组织援引《1964年民权法案》第5条（禁止在接受联邦财政援助的计划和活动中进行基于种族、肤色和国籍的歧视），代表被停课的学生发起诉讼。哥大校董会发表声明，支持夏菲克的决定。哥大学生会与夏菲克进行紧急会议，考虑对她进行谴责。
4月26日，StandWithUs及部分右翼团体在哥大外围举行“为了以色列而团结”（United for Israel）反抗议活动，堵塞校门，期间与亲巴勒斯坦人士发生口角。美国众议员亚历山德里娅·奥卡西奥-科尔特斯和贾马尔·鲍曼到营地视察。哥大图书馆工作人员发表声明，谴责夏菲克动用警察及私人保安对付示威者。“纽约人质和失踪家庭论坛”（New York Hostage and Missing Families Forum）组织1000多名亲以色列抗议者在116大街和百老汇集会。哥大教務委員會原本计划举行谴责夏菲克的投票，后来担心夏菲克会在这个危机时期被罢免，改为举行对夏菲克表示不满决议的投票。
一名担任抗议运动领袖的哥大学生因在1月份发表视频，声称“犹太复国主义者不配活着”，被校方停学，其他抗议组织谴责该言论。4月27日，该名学生就涉事争议言论道歉。纽约警方表示闹事者意图胁持抗议活动，又称他们已经准备好在有需要的时候入校清场。第二天，校方称再度让纽约警察入校清场会有反效果，呼吁示威者尽快离开。

### 清场行动：4月29日–30日
4月29日，抗议学生与校方的谈判选入僵局。校方下达最后通牒，要求学生在下午2点前离开营地，逾期滞留者会停学处理。经过投票，哥伦比亚大学种族隔离撤资决定在死线过后留在营地，正义巴勒斯特学生组织呼吁示威学生不要在校方的协议中签字。在死线接近前，哥大教职员工在营地周围手挽手，防止警方进入清场。学生不顾学校威胁，坚持留在营地及周围。当天晚些时候，哥大开始停学行动。与此同时，警方在学校门外架设围栏。一名犹太学生起诉哥大，指控哥大没有提供安全环境。有哥大校友致函夏菲克，要求她下令清场。
4月30日凌晨，示威学生打破窗户，占领了哥大的汉密尔顿大楼，将自己困在楼内。示威者打出横幅，称要把大楼改名为“兴德大楼”（Hind's Hall），纪念早前被以色列国防军打死的巴勒斯坦女童兴德·拉贾布。随后校园被封锁，附近有更多警察驻守，纽约警方和校方表示不会派警察介入。校方威胁要开除占领大楼的学生。
4月30日的晚些时候，防暴警察出现在学校外面。校方称“局势紧张”，要求学生就地躲避。在收到夏菲克的命令后，纽约警察准备攻入校园。示威者没有退却，继续高叫口号。晚上9点许，纽约警察正式进驻校园，校方谴责示威学生占领汉密尔顿大楼，让紧张局势升温。根据夏菲克写给纽约警察局法律事务副专员的信，夏菲克请求警察进校干预，称有人在大楼关闭前一直躲在楼内，还把其他人放进来。哥大认为，进入大楼的人士中有他们的学生，但带头人不是哥大的。警方投掷闪光弹突入大楼，超过100人被捕。夏菲克请求纽约警方进驻校园至5月7日，也就是毕业典礼的两天后。到午夜前，包括汉密尔顿大楼和营地在内的整个哥大校园被清场。曼哈顿地区检察官白艾榮表示，有109人在哥大被捕。

### 后续
5月2日，纽约警方表示在哥大被捕的112人中，有32人不隶属于学校。市长艾瑞克·亞當斯称他们有证据证明校外闹事者，以及丽莎·菲蒂安、萨米·阿里安等“专业人士”向学生提供战术知识及培训，让学生的行动升温。

## 抗议蔓延
自4月22日，美国东岸多所高校爆发示威，包括纽约大学、耶鲁大学、爱默生学院、麻省理工学院和塔夫茨大學。示威活动都以占领开始，其中纽约大学和耶鲁大学的抗议以大量学生被捕收场。次日抗议活动延烧至全美各地，超过40间学校出现抗议营地。4月25日，爱默生学院、南加州大学及德克薩斯大學奧斯汀分校出现大规模逮捕行动，抗议蔓延至澳大利亚、加拿大及欧洲各国。4月27日，圣路易斯华盛顿大学、东北大学、亞利桑那州立大學和印第安纳大学的示威活动被镇压，约275人被捕。与此同时，埃默里大學和圣路易斯华盛顿大学有教授被捕，另有职员被捕。4月28日，麻省理工大学、宾夕法尼亚大学和加州大学洛杉矶分校发生反示威。4月30日，约300名示威者在哥大及纽约市立学院被捕。
示威行动导致哥伦比亚大学和加利福尼亚州立理工大学洪堡分校宣布学期余下时间内关校。加州大学、喬治亞大學及德克薩斯大學的教职员发起不信任动议，波特蘭州立大學停止与波音的金融往来，称该公司跟以色列有联系。200多个组织、犹太裔参议员伯尼·桑德斯及多个进步国会议员对抗议表示支持。与此同时，总统拜登、佛罗里达州州长罗恩·德桑蒂斯、得克萨斯州州长格雷格·阿博特、以色列总理本雅明·内塔尼亚胡谴责抗议行动，称学生抗议是反犹行为，即便参与抗议的犹太学生也不认为抗议反犹。德州民主党人、众议员亚历山德里娅·奥卡西奥-科尔特斯谴责警方的应对措施。

## 各方反应
哥大校友、任期最长的美国众议院议员傑里·納德勒表示哥大有责任保护学生及他们的学习环境。
纽约市市长艾瑞克·亞當斯表示，学生有言论自由的权利，但没有违反学校规章制度，扰乱校园学习秩序的权利。
总统拜登在逾越节谈话中提到哥大示威行动，称在大学校园里，骚扰以及呼吁暴力打击犹太人的行为绝对没有立足之地。
哥大校友、前校董、克拉夫特犹太学生生活中心（Columbia's Kraft Center for Jewish Student Life）创办人罗伯特·克拉夫特在Instagram表示：“我已经对哥大保护学生及职工失去信心。除非哥大采取纠正措施之前，不然我不愿意支持他们。”
代表哥伦比亚学生工人的工会发表声明，要求“立即恢复所有因支持巴勒斯坦抗议而受到纪律处分的学生和学生工人的职务，结束对哥大抗议的镇压”。
亚历山德里娅·奥卡西奥-科尔特斯在X发文：“呼吁警方对在校内进行和平示威的学生进行执法是煽风点火、鲁莽且危险的行径，证明哥大领导的无能管治令人发指，让我们的生命置于危险中。我必须以最严厉的措辞进行谴责。”

### 哥伦比亚大学
《哥伦比亚每日观察家》编辑米莱娜·克莱因（Milène Klein）表示，危言耸听者将学生抗议渲染成反犹太、针对犹太学生的行动。哥伦比亚艺术与科学学院政策和规划委员会谴责校外媒体对学生抗议进行“标题党”式报道，称“将校内抗议活动与校外不良行为者的行为混为一谈的报道令人感到不安”，谴责一切形式的歧视。
哥伦比亚法学院教授向学校管理层发表联名公开信，谴责警方逮捕学生，以及校方对学生停课，指校方采取的行动“令人担忧”，“缺乏透明度”。
哥大校园电台WKCR-FM暂停日常广播节目，改为报道示威行动。第二次清场行动结束后，学生记者的报道受到表扬，其中WKCR被特别表扬。NBC新闻与WKCR因现场直播示威行动受到认可。商业内幕赞扬记者在警方清场行动中展现专业精神。《卫报》称WKCR的广播“混乱，但惊心动魄”。
哥倫比亞大學決定放弃原定于2024年5月15日在曼哈顿主校区南草坪举行的全校年度毕业典礼。

### 反犹太指控
多个消息来源引述犹太学生的说法，称他们因抗议活动感到很不安全，或是觉得被人针对。随着示威活动组织者凯马尼·詹姆斯在2024年1月的一段录音中称“犹太复国主义者不配活着”，舆论对示威活动的批评不断增加。后来凯马尼于2024年4月在X公开道歉。
参与抗议的犹太学生驳斥了活动是反犹太、对犹太学生安全构成威胁的说法。亲以色列反示威人士称亲巴勒斯坦的犹太人“假犹太人”、“囚監”。进步派及学生观点作家认为全国性媒体可能会将抗议活动称为反犹太仇恨行动，从而推动一种扭曲的叙述。部分示威学生称闹事者和非学生人士要为反犹事件负责。
哥大教授苏珊·伯诺夫斯基说：“不管怎样，我都不觉得这个活动是反犹太。我的确觉得学生不太喜欢以色列政治。不论怎样，作为一名犹太裔教职人员，我不觉得发生在校园内的事情对我构成威胁，除了我们许多学生被捕这件事。”

## 媒体报道
学生占领校园，随后警方的镇压行动，以及示威活动在全美延烧，都受到媒体广泛报道。然而，舆论批评部分主流媒体的存在误导，对示威学生构成偏见。
密歇根大学学生艾哈迈德·易卜赛斯（Ahmad Ibsais）在给半島電視台英語頻道撰写的一篇评论文章中指出，有媒体对示威活动的报道“耸人听闻”，其中对示威存在反犹倾向的指控是错误的。新共和认为，学生抗议的真正原因被反犹及警察镇压的报道所掩盖。哥伦比亚大学艺术与科学学院谴责对抗议活动的不准确和歧视性报道。《哥伦比亚每日观察家》总编副主编诺亚·伯恩斯坦（Noah Bernstein）认为校外媒体报道普遍对示威学生持负面看法。据报道，示威学生对媒体表示厌倦，当中有人拒绝接受采访。
纽约警方第二次清场的时候，关闭了校内及附近的街道，校方封锁大楼，活动自由受到限制。《纽约时报》评论员玛拉·盖（Mara Gay）透露，警方清场期间，记者无法对情况作全面评估，有关警方暴力执法的指控因活动限制，无法验证。另外，WKCR及其他学生记者害怕被捕，不敢离开所在大楼。美联社记者杰克·奥芬哈茨（Jake Offenhartz）称自己遭遇了“记者生涯以来新闻采访得最令人沮丧的一个夜晚”。正义巴勒斯特学生组织称纽约警方和哥大想掩盖警方在清场时的暴力行径。